# Spărgătorul de nuci
Spărgătorul de nuci (titlul original: în rusă Щелкунчик, transliterat: Șcelkuncik) este un balet de Piotr Ilici Ceaikovski (opus 71).
Libretul: Marius Petipa, după versiunea lui Alexandre Dumas (Histoire d'un casse-noisette, 1844) a basmului lui E. T. A. Hoffmann „Spărgătorul de nuci și regele șoarecilor” (1816).

## Personajele
- Președintele
- Soția sa
- Clara (în unele versiuni actuale Mașa) – fata lor
- Fritz – fiul lor
- Unchiul Drosselmayer
- Bunicul
- Bunica
- Guvernanta
- Spărgătorul de nuci – Prințul din poveste
- Regele șoarecilor
- Patru păpuși:
  - Vivandiera
  - Soldatul
  - Arlechinul
  - Colombina
- Zâna fondantelor
- Prințul Kocluș
- copii, oaspeți, șoareci, soldați, fulgi de zăpadă, pitici, diverse păpuși

Distribuția din Ghid de balet.

## Acțiunea

### Actul I
În casa domnului Stahlbaum domnește atmosfera sărbătorească a Crăciunului. Părinții fac ultimele retușuri la pomul de iarnă, așezând lângă el cadourile pentru copii. Se aprind beculețele și se deschide ușa. Clara și Fritz, copiii domnului Stahlbaum, dau buzna în cameră. Le urmează verii și verișoarele cu părinții lor. Copiii se așază în rând și încep un marș voios. După dansul adulților vine și unchiul Drosselmayer. Acesta este așteptat cu nerăbdare, căci de fiecare dată le aduce copiilor surprize neobișnuite. Nu-i va dezamăgi nici acum. La început copiii se bucură, apoi încep să se certe din cauza cadourilor. Fritz câștigă disputa, iar Clara izbucnește în lacrimi. Pentru a o consola, unchiul Drosselmayer îi dă fetei un "Spărgător de nuci", costumat în uniformă militară. Fritz îl azvârle râzând și îl strică, în timp ce Clara este consolată. Pentru că între timp s-a făcut târziu, mama îi trimite pe copii la culcare. Musafirii se retrag. Clara își ia rămas bun de la Spărgătorul "bolnav" și se duce la culcare. După puțin timp, Clara se întoarce în camera festivă. Adoarme în fotoliu și astfel evenimentele acestei seri continuă. În lumina lunii, pomul de Crăciun devine tot mai mare, ocupând o mare parte a camerei. Șoarecii, conduși de regele lor, apar din toate părțile și se apropie de fată. Ea îi gonește înfricoșată. Atunci se trezește Spărgătorul de nuci, care, alături de soldați, se luptă cu șoarecii. Bătălia nu e deloc ușoară și Spărgătorul pare să cedeze. Clara intervine și reușește să-i învingă pe șoricei. Spărgătorul de nuci se transformă într-un prinț tânăr și frumos. Pentru a-i mulțumi ca l-a salvat, el o invită pe fetiță în împărăția dulciurilor. Camera se transformă într-o pădure de brazi înzăpezită. Fulgii de nea îi înconjoară pe cei doi, arătându-le drumul.

### Actul II
În sfârșit, Clara și Prințul ajung la Castelul trandafirilor din Împărăția dulciurilor. Prințul-Spărgător povestește Zânei dulciurilor și suitei acesteia întâmplarea, subliniind intervenția curajoasă a Clarei împotriva regelui șoarecilor. Tânăra pereche este cinstită cum se cuvine de întreaga curte împărătească. Cele mai nostime personaje vor participa la divertismentul compus din mai multe dansuri: spaniol (figurile de ciocolată), arab (figurile de cafea), chinezesc (figurile de ceai), rusesc (micii cazaci de turtă dulce), italian. Clara și Prințul execută un minunat „pas-de-deux”, apoi toată suflarea se angrenează în marele „Vals al Florilor” din final. Pentru Clara a fost însă doar un minunat vis.